# Marian Bełcikowski
Marian Bełcikowski (ur. 27 lutego 1899 w Pułtusku, zm. 22 września 1984 w Warszawie) – major kawalerii Wojska Polskiego i Polskich Sił Zbrojnych.

## Życiorys
Urodził się w rodzinie Karola, burmistrza Pułtuska, i Lucyny z Górawskich, przełożonej prywatnej żeńskiej Szkoły Handlowej. Naukę pobierał w Będzinie i Częstochowie. 20 stycznia 1915 roku zaciągnął się do Legionów Polskich. Początkowo służył w 1 pułku piechoty, a od maja tego roku w 1 pułku ułanów. Od 6 lutego do 4 kwietnia 1917 roku był słuchaczem kawaleryjskiego kursu podoficerskiego przy 1 pułku ułanów w Ostrołęce. Kurs ukończył z wynikiem dobrym. Posiadał wówczas stopień starszego ułana. Latem tego roku, po kryzysie przysięgowym, został internowany w Szczypiornie, a następnie w Łomży . 
Po odzyskaniu niepodległości wstąpił do Wojska Polskiego. Służył m.in. w 1 pułku szwoleżerów Józefa Piłsudskiego w Warszawie. W listopadzie 1924 został przydzielony do szwadronu pionierów przy 2 Dywizji Kawalerii w Warszawie na stanowisko młodszego oficera szwadronu. W listopadzie 1925 został przydzielony do macierzystego pułku. Mianowany rotmistrzem ze starszeństwem z dniem 1 stycznia 1930 roku w korpusie oficerów kawalerii. W 1932 roku pozostawał w dyspozycji szefa Departamentu Kawalerii Ministerstwa Spraw Wojskowych. Mianowany majorem ze starszeństwem z dniem 19 marca 1937 i 19. lokatą w korpusie oficerów kawalerii. W 1939 pełnił służbę w Biurze Inspekcji Generalnego Inspektoratu Sił Zbrojnych w Warszawie na stanowisku oficera do zleceń.
Po kampanii wrześniowej służył w Polskich Siłach Zbrojnych. Był dowódcą pociągu pancernego . Po zakończeniu wojny pozostał w Londynie . Później powrócił do kraju. 
Szwagrem Mariana Bełcikowskiego był pułkownik WP Tadeusz Zieliński.

## Ordery i odznaczenia
- Krzyż Niepodległości[9]
- Krzyż Walecznych dwukrotnie[9]
- Srebrny Krzyż Zasługi[9]